# Cases de la Verge del Carme
Les Cases de la Verge del Carme és un conjunt de 56 habitatges socials destinats per als pescadors del barri del Serrallo. L'Institut Social de la Marina fou l'encarregat de construir-les i es van inaugurar el gener de l'any 1952. L'arquitecte encarregat de l'obra fou Joan Zaragoza Albi.